# Sol bemol mayor
La tonalidad de Sol bemol mayor (Sol♭M en el sistema europeo o internacional; y G♭ el sistema anglosajón) es la que contiene los siete sonidos de la escala mayor de sol♭. Su armadura tiene seis bemoles: si, mi, la, re, sol y do. Su tonalidad enarmónica también tiene seis alternaciones, por lo que no hay una que se use más que otra.
Su relativo menor es mi bemol menor, su tonalidad homónima es sol♭ menor, y sus tonalidades enarmónicas son do sostenido mayor y mi doble sostenido mayor.
La escala de sol♭ mayor ascendente (de más grave a más agudo) : sol♭, la♭, si♭, do♭, 're♭, mi♭, fa; y su acorde tríada de tónica: sol♭, si♭, re♭

## Características
Desde la popularización de la afinación por temperamento igual, no hay ninguna tonalidad que tenga un «carácter» propio porque  todas las tonalidades mayores son una transposiciones del mismo modelo, y como consecuencia, los intervalos no cambian. Es decir, que todas las tonalidades mayores suenan igual. Por eso, las asociaciones que se hacen con cada tonalidad son a nivel personal y pueden ser muy diferentes. 
Hector Berlioz describió esta tonalidad como «tierna» en su Gran Tratado de Instrumentación.

## Obras en sol♭mayor
- Introduction et allegro pour harpe, flûte, clarinette et quatuor à cordes de Maurice Ravel[4]
- Humoresca n.º 7: Poco lento e grazioso de Antonín Dvořák
- Cuatro Improptus, D.899 (Op. 90), de Franz Schubert
- La fille aux cheveux de lin, de Claude Debussy

## Otras Tonalidades
| Tonalidad   | 7 ♭       | 6 ♭        | 5 ♭       | 4 ♭       | 3 ♭       | 2 ♭       | 1 ♭      | 0        | 1 ♯       | 2 ♯      | 3 ♯       | 4 ♯       | 5 ♯        | 6 ♯       | 7 ♯       |
| Modo mayor: | do♭ mayor | sol♭ mayor | re♭ mayor | la♭ mayor | mi♭ mayor | si♭ mayor | fa mayor | do mayor | sol mayor | re mayor | la mayor  | mi mayor  | si mayor   | fa♯ mayor | do♯ mayor |
| Modo menor: | la♭ menor | mi♭ menor  | si♭ menor | fa menor  | do menor  | sol menor | re menor | la menor | mi menor  | si menor | fa♯ menor | do♯ menor | sol♯ menor | re♯ menor | la♯ menor |